# Saint-Sulpice-sur-Risle
Saint-Sulpice-sur-Risle ist eine französische Gemeinde mit 1.587 Einwohnern (Stand: 1. Januar 2022) im Département Orne in der Region Normandie. Sie gehört administrativ zum Arrondissement Mortagne-au-Perche und ist Teil des Kantons L’Aigle (bis 2015 Teil des Kantons L’Aigle-Est). Die Einwohner werden Saint-Sulpiciens genannt.

## Geographie
Saint-Sulpice-sur-Risle liegt am Rande der Normandie am Fluss Risle. Umgeben wird Saint-Sulpice-sur-Risle von den Nachbargemeinden Saint-Martin-d’Écublei im Norden, Chéronvilliers im Osten und Nordosten, Chaise-Dieu-du-Theil im Osten, Chandai im Süden und Südosten, Saint-Michel-Tubœuf im Süden, L’Aigle im Süden und Südwesten, Saint-Symphorien-des-Bruyères im Westen sowie Saint-Nicolas-de-Sommaire im Nordwesten.
Im Gemeindegebiet liegt der Flugplatz L’Aigle-Saint-Michel.

## Bevölkerungsentwicklung
| 1962                      | 1968 | 1975 | 1982 | 1990 | 1999 | 2006 | 2012 |
| ------------------------- | ---- | ---- | ---- | ---- | ---- | ---- | ---- |
| 1375                      | 1393 | 1280 | 1287 | 1483 | 1522 | 1638 | 1685 |
| Quelle: Cassini und INSEE |      |      |      |      |      |      |      |

## Sehenswürdigkeiten
- Dolmen Le Jarrier, Monument historique
- Kirche Saint-Sulpice, Monument historique
- Alte Priorei
- Schloss Le Fontenil mit Kapelle aus dem 15. Jahrhundert, Monument historique
- Manufaktur Bohin, 1833 erbaut, heute zeitgenössisches Museum

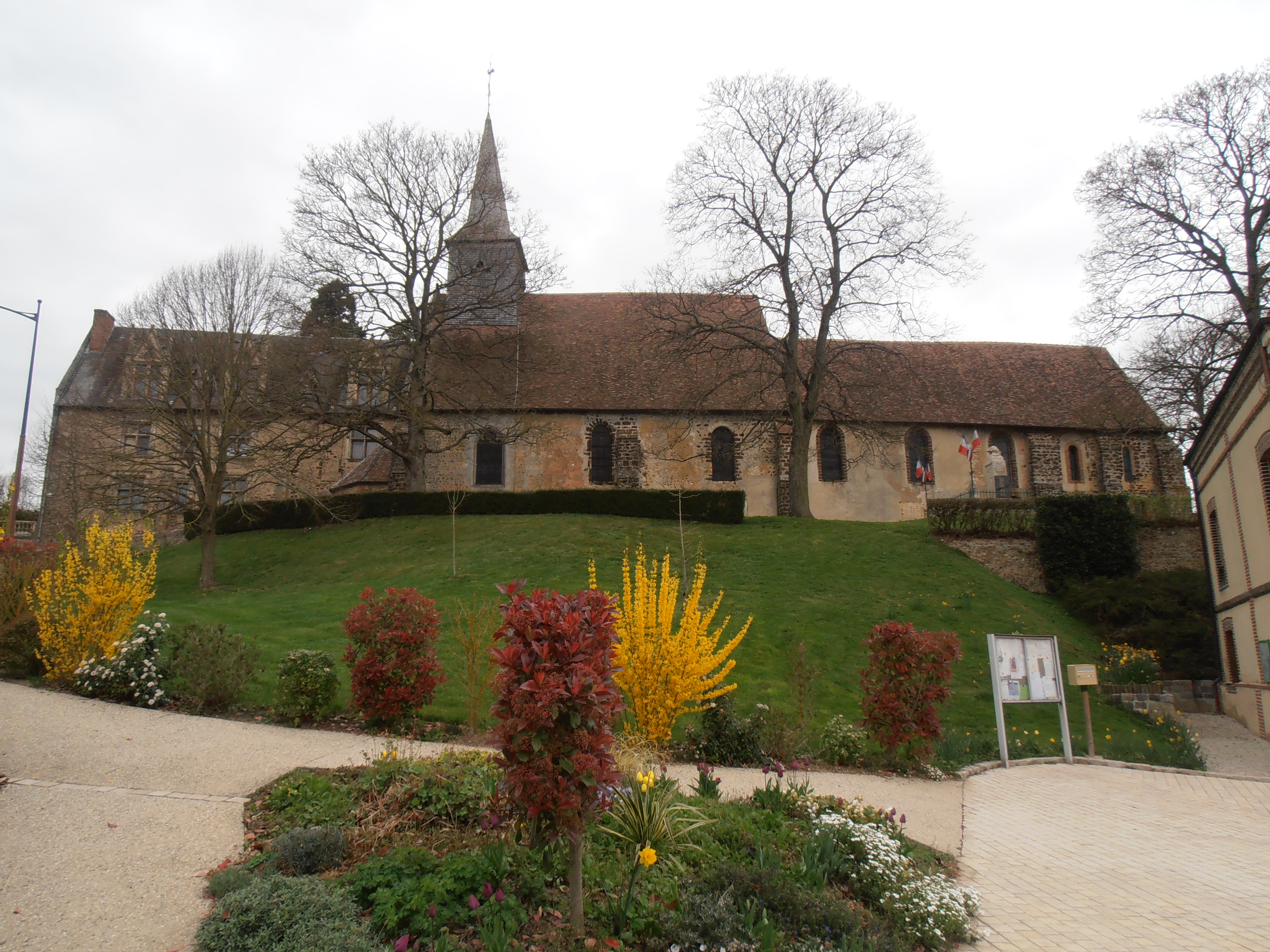
Kirche und Priorei
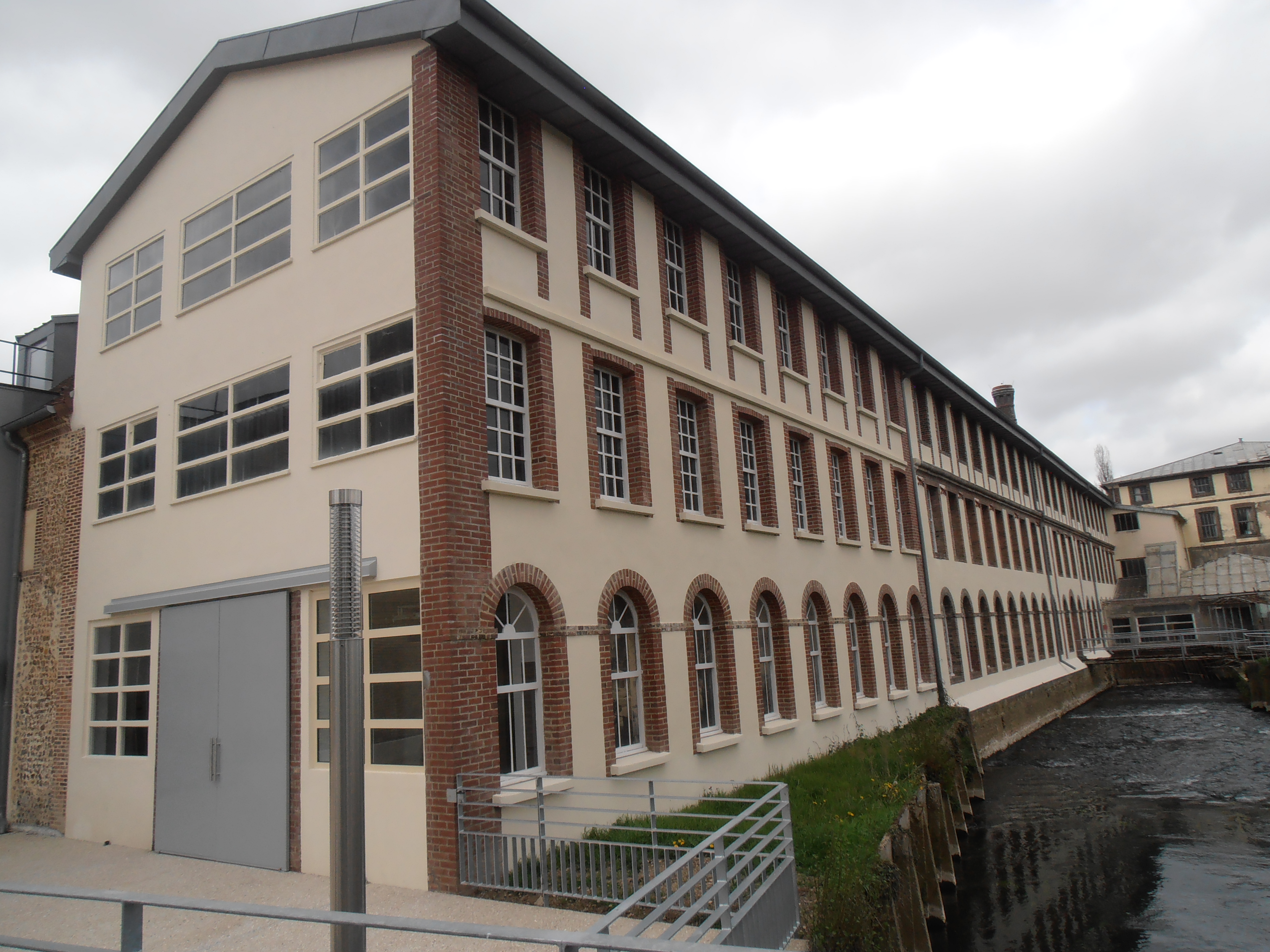
Manufaktur Bohin